# Buenaventura de Siena
Buenaventura de Siena, notario, secretario real y traductor italiano del siglo XIII.
En 1264, en Sevilla, el italiano Buenaventura de Siena, escribano o notario de Alfonso X el Sabio, tradujo por orden suya del castellano al francés el Libro de la Escala de Mahoma con el título Livre de leschiele Mahomet, y hará asimismo una versión en latín con el título de Liber Scalae Machometi. En el prólogo de su versión escribió:
Este libro escribió Mahoma, y le puso este título (La escala de Mahoma), y del árabe al español lo tradujo Habraym, judío y físico, por encargo del noble señor Don Alfonso; [...] y tal como este libro estaba traducido del árabe al español por el citado Habraym, así mismo en todos sus detalles yo, Buenaventura de Siena, notario y escribano de mi señor el Rey antes citado [Alfonso X], por orden suya lo he traducido del español a la lengua latina lo mejor que he sabido hacerlo. Y he hecho la traducción de este libro de muy buen grado por dos razones: la primera, por cumplir el encargo de mi señor; y la segunda, para que se conozca la vida de Mahoma y sus enseñanzas. [...] Y si la versión francesa que yo he hecho tiene algún error y no está tan correctamente traducida como debiera, ruego a todos los que sepan bien el francés que me lo perdonen; porque más vale que dispongan de esta obra tal como ahora está, que no que carezcan de ella
De la versión latina existen dos manuscritos, uno en la Biblioteca Nacional de París y otro en la Biblioteca Vaticana; de la francesa se conserva un manuscrito en la Biblioteca Bodleiana de Oxford; la primera versión castellana se ha perdido; los manuscritos latinos y franceses fueron editados por E. Cerulli, Il “Libro della Scala” e la questione delle fonti arabo-spagnole della "Divina Commedia" (Ciudad del Vaticano, 1949).
El trabajo de Buenaventura de Siena fue probablemente conocido por Dante Alighieri, quien lo utilizó como fuente de inspiración para su Divina Comedia, como demostró el arabista Miguel Asín Palacios
- Datos: Q5735109